# Sulejów Klasztor
Sulejów Klasztor – dawny wąskotorowy przystanek osobowy w Sulejowie, w województwie łódzkim, w Polsce. "Klasztor" dotyczy Opactwa Cystersów.